# South Pembrokeshire
South Pembrokeshire var ett distrikt i grevskapet Dyfed, i Wales. Detta distrikt hade 42 700 invånare år 1992. Distriktet upprättades den 1 april 1974 genom att boroughs Pembroke och Tenby, stadsdistriktet Narberth slogs ihop med landsdistrikten Narberth och Pembroke. Det avskaffades 1 april 1996 och blev en del av Pembrokeshire.